# Kulturpreis des Landes Oberösterreich
Der Kulturpreis des Landes Oberösterreich wird als Preis vom Land Oberösterreich vergeben. Der Preis ist mit 7500 Euro dotiert und wird jährlich in mehreren Kategorien vergeben.

## Preisträger des Großen Kulturpreis des Landes Oberösterreich

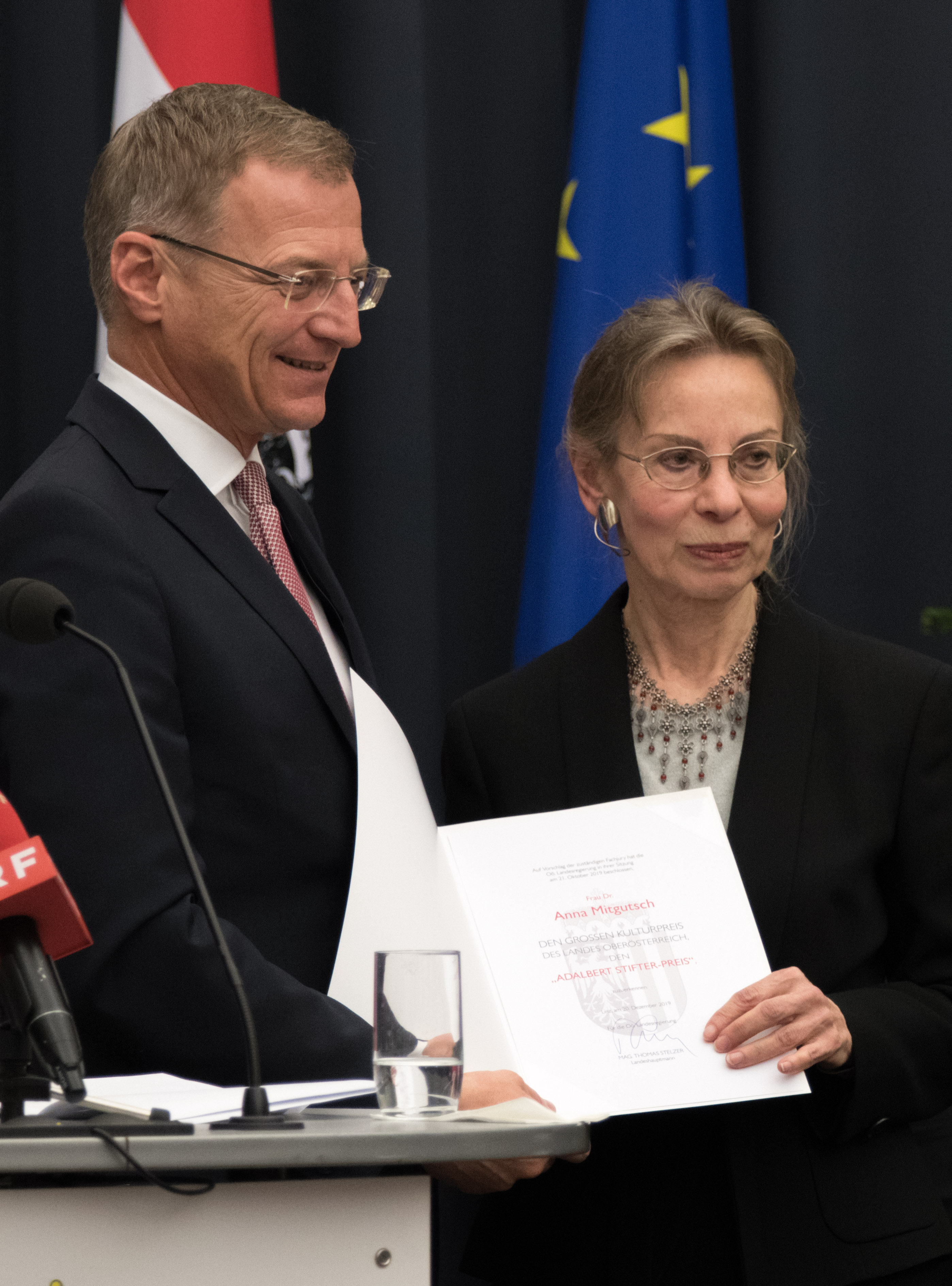
Verleihung des Großen Landeskulturpreises 2019 an Anna Mitgutsch

Der Große Kulturpreis wurde erstmals 1989 vergeben.
- 1989: Alfred-Kubin-Preis: Fritz Fröhlich
- 1990: Adalbert-Stifter-Preis: Heimrad Bäcker
- 1991: Johannes-Kepler-Preis: Rudolf Strasser
- 1992: Mauriz-Balzarek-Preis: Johannes Spalt
- 1993: Anton-Bruckner-Preis: Augustinus Franz Kropfreiter
- 1994: Adalbert-Stifter-Preis: Franz Kain
- 1995: Alfred-Kubin-Preis: Othmar Zechyr
- 1996: Anton-Bruckner-Preis: Balduin Sulzer
- 1997: Johannes-Kepler-Preis: Günther Bauer
- 1998: Mauriz-Balzarek-Preis: Franz Riepl
- 1999: Adalbert-Stifter-Preis: Franz Rieger
- 2000: Alfred-Kubin-Preis: Valie Export
- 2001: Anton-Bruckner-Preis: Alfred Peschek Komponist[1]
- 2002: Johannes-Kepler-Preis: Anton Zeilinger[2]
- 2003: Anton-Bruckner-Preis: Fridolin Dallinger Komponist[3]
- 2004: Mauriz-Balzarek-Preis: Friedrich Achleitner
- 2005: Adalbert-Stifter-Preis: Alois Brandstetter[4]
- 2006: Alfred-Kubin-Preis: Osamu Nakajima Bildhauer[5]
- 2007: Adalbert-Stifter-Preis: Käthe Recheis[6]
- 2008: Mauriz-Balzarek-Preis: Roland Ertl[7]
- 2009: Johannes-Kepler-Preis: Heinz Engl[8]
- 2010: Anton-Bruckner-Preis: Ernst Ludwig Leitner
- 2011: Alfred-Kubin-Preis: Inge Dick
- 2012: Mauriz-Balzarek-Preis: Hans Puchhammer
- 2013: Adalbert Stifter-Preis: Erich Hackl
- 2014: Mauriz-Balzarek-Preis: Laurids Ortner und Manfred Ortner[9]
- 2015: Johannes-Kepler-Preis: Bruno Buchberger[10]
- 2016: Anton-Bruckner-Preis: Gunter Waldek[11]
- 2017: Alfred-Kubin-Preis: Josef Bauer[12]
- 2018: Mauriz-Balzarek-Preis: Maximilian Luger und Franz Maul[13]
- 2019: Adalbert Stifter-Preis: Anna Mitgutsch[14]
- 2020: Alfred-Kubin-Preis: Dietmar Brehm[15]
- 2021: Johannes Kepler-Preis: Roman Sandgruber[16]
- 2022: Mauriz-Balzarek-Preis (Architektur und Baukunst): Pauhof Architekten Michael Hofstätter und Wolfgang Pauzenberger[17][18][19]
- 2022: Film und Video: Sabine Derflinger
- 2023: Adalbert Stifter-Preis: Anselm Glück[20]
- 2023: Alfred-Kubin-Preis: Margit Palme[20]
- 2024: Fotografie: Elfie Semotan[21][22]
- 2024: Anton-Bruckner-Preis: Elfi Aichinger[21][22]

## Preisträger des Kulturpreises des Landes Oberösterreich
1961:
- Literatur: Adalbert-Stifter-Preis: Arthur Fischer-Colbrie

1962:
- Musik: Augustinus Franz Kropfreiter

1964:
- Musik: Isidor Stögbauer

1965:
- Bildende Kunst: Adalbert-Stifter-Preis: Walter Ritter

1966 bis 1974:
- nicht vergeben

1975:
- Bildende Kunst: Waltraut Cooper
- Literatur: Franz Rieger
- Musik: Franz Blaimschein
- Wissenschaft: Werner Jobst

1976:
- Bildende Kunst: Alois Riedl
- Literatur: Erwin Gimmelsberger
- Musik: Richard Kittler
- Wissenschaft: Otfried Kastner

1977:
- Bildende Kunst: Hannes Haslecker
- Literatur: nicht vergeben
- Musik: Balduin Sulzer
- Wissenschaft: Wolfram Reiterer

1978:
- Architektur: Werkgruppe Linz: Edgar Telesko, Helmut Frohnwieser, Heinz Pammer, Helmut Werthgarner
- Bildende Kunst: nicht vergeben
- Literatur: Franz Josef Heinrich
- Musik: nicht vergeben
- Wissenschaft: Peter Feldbauer

1979:
- Architektur: August Kürmayr und Klaus Nötzberger
- Bildende Kunst: Othmar Zechyr
- Literatur: Rudolf Weilhartner
- Musik: Thomas Christian David
- Wissenschaft: Gernot Fiebinger

1980:
- Architektur: Karl Odorizzi
- Bildende Kunst: Franz Öhner
- Literatur: Alois Brandstetter
- Musik: Heinrich Gattermeyer
- Wissenschaften: Wolfgang Oberleitner

1981:
- Architektur: Hans Puchhammer
- Bildende Kunst: nicht vergeben
- Literatur: Hermann Friedl
- Musik: Fridolin Dallinger
- Wissenschaften: Alfred Marks

1982:
- Architektur: Roland Ertl
- Bildende Kunst: Hans Plank
- Literatur: Hermann Obermüller
- Musik: Augustin Kubizek
- Wissenschaft: Manfred Mayrhofer

1983:
- Architektur: Franz Riepl
- Bildende Kunst: Peter Kubovsky
- Literatur: Kurt Klinger
- Musik: Augustinus Franz Kropfreiter
- Wissenschaft: Hans Sturmberger

1984:
- Architektur: Johannes Spalt
- Bildende Kunst: Günter Praschak
- Literatur: Brigitte Schwaiger
- Musik: Ernst Ludwig Leitner
- Wissenschaften:
  - Geisteswissenschaft: Kurt Holter

1985:
- Architektur: nicht vergeben
- Bildende Kunst: Helmuth Gsöllpointner
- Literatur: Friedrich Christoph und Roswitha Zauner[23]
- Musik: nicht vergeben
- Wissenschaften:
  - Geisteswissenschaft: Georg Wacha

1986:
- Architektur: Laurids Ortner
- Bildende Kunst: Rudolf Hoflehner
- Literatur: Anna Mitgutsch
- Musik: Walter Kolneder
- Wissenschaften:
  - Geisteswissenschaft: Heinrich Fichtenau

1987:
- Architektur: nicht vergeben
- Bildende Kunst: Elfriede Trautner
- Literatur: Käthe Recheis
- Musik: Helga Schiff-Riemann
- Wissenschaften:
  - Geisteswissenschaft: Benno Ulm
  - Naturwissenschaft: Horst und Ulrike Aspöck

1988:
- Architektur: Walter Hutter und Rüdiger Stelzer
- Bildende Kunst: Fritz Riedl
- Literatur: Walter Wippersberg
- Musik: Karl Kögler
- Wissenschaften:
  - Geisteswissenschaft: Harry Slapnicka
  - Naturwissenschaft: Wolfgang Jantsch

1989:
- Architektur: Peter Riepl und Thomas Moser
- Bildende Kunst: Franz Josef Altenburg
- Literatur: Franz Kain
- Musik: Johann Krebs
- Wissenschaften:
  - Naturwissenschaft: Ronald Weinberger
  - Geisteswissenschaft: Norbert Wibiral

1990:
- Architektur: Roland Rainer
- Bildende Kunst: Sepp Auer
- Film: Dietmar Brehm
- Literatur: Walter Pilar
- Musik: Alfred Peschek
- Wissenschaften:
  - Geisteswissenschaft: Alfred Doppler
  - Sozial- und Wirtschaftswissenschaft: Roman Sandgruber

1991:
- Architektur: Linzer Gestaltungsbeirat 1991
- Bildende Kunst: Hans Hoffmann-Ybbs
- Film: Valie Export
- Literatur: Waltraud Seidlhofer
- Musik: nicht vergeben
- Wissenschaften:
  - Geisteswissenschaft: Rudolf Zinnhobler
  - Rechtswissenschaft: Peter Rummel

1992:
- Architektur: Architektenteam Maximilian Rudolf Luger, Franz Maul, Hubert Steindl
- Bildende Kunst: nicht vergeben
- Film: Inge Dick
- Literatur: Fritz Lehner
- Musik: Günter Kahowez
- Wissenschaften:
  - Geisteswissenschaft: Johann Lachinger
  - Medizin: Werner Schöny

1993:
- Architektur: Projektgemeinschaft Arkade Taubenmarkt: Alexander Mandic, Eckhard Pertlwieser, Wolfgang Steinlechner, Georg W. Reinberg, Martin Treberspurg, Georg Schönfeld und Erich Raith
- Bildende Kunst: Anton Watzl
- Film: Herbert Schager
- Künstlerische Fotografie: Inge Dick
- Literatur: Josef Enengl (posthum)
- Musik: Rupert Gottfried Frieberger
- Wissenschaften:
  - Theologie: Johannes Marböck
  - Naturwissenschaft/Technik: Heinz Falk

1994:
- Architektur: Team Thomas Herzog, Jörg Schrade und Heinz Stögmüller
- Bildende Kunst: Marga Persson
- Film: Andreas Gruber
- Literatur: Erich Hackl
- Musik: Gunter Waldek
- Wissenschaften:
  - Sozial- und Wirtschaftswissenschaft: Ernest Kulhavy
  - Geisteswissenschaft: Othmar Hageneder

1995:
- Architektur: Friedrich Achleitner
- Bildende Kunst: Josef Bauer
- Film: Walter Ebenhofer
- Literatur: Oskar Zemme
- Musik: Axel Seidelmann
- Wissenschaften:
  - Rechtswissenschaft: Helmut Gamerith
  - Naturwissenschaft/Technik: Bruno Buchberger

1996:
- Architektur: PAUHOF (Michael Hofstätter & Wolfgang Pauzenberger)
- Bildende Kunst: Anton Raidel
- Film: Thomas Steiner
- Literatur: Anselm Glück
- Musik: nicht vergeben
- Wissenschaften:
  - Medizin: Othmar Pachinger
  - Geisteswissenschaft: Alois Wolf

1997:
- Architektur: Viktor Hufnagl
- Bildende Kunst: Maria Moser
- Film: Ebba Sinzinger
- Literatur: Christoph Ransmayr
- Musik: Adelhard Roidinger
- Wissenschaften:
  - Grund- und Integrativwissenschaft: Rupert Vierlinger
  - Naturwissenschaft: Franz Speta

1998:
- Architektur: Herbert Karrer
- Bildende Kunst: Gunter Damisch
- Film: Josef Pausch
- Literatur: Thomas Baum
- Musik: Thomas Daniel Schlee
- Wissenschaften:
  - Geisteswissenschaft: Hans Höller
  - Theologie: Wilhelm Zauner

1999:
- Architektur: Team aus Bernhard Schremmer, Helga Schremmer und Siegfried Jell
- Bildende Kunst: Erwin Reiter
- Film: Fritz Lehner
- Literatur: Reinhold Aumaier
- Musik: Rudolf Jungwirth
- Wissenschaften:
  - Naturwissenschaft: Wilhelm Foissner
  - Sozialwissenschaft: Friedrich Fürstenberg

2000:
- Architektur: Team aus Ernst Pitschmann, Christoph Gärtner und Dietmar Neururer
- Bildende Kunst: Evelyn Gyrcizka
- Film: Gerhard Ertl und Sabine Hiebler
- Literatur: Elfriede Czurda
- Musik: Peter Androsch
- Wissenschaften:
  - Geisteswissenschaft: Gerhard Winkler
  - Rechtswissenschaft: Peter Apathy

2001:
- Architektur: Klaus Leitner
- Bildende Kunst: Robert Mittringer
- Film: Günther Selichar
- Literatur: Andreas Renoldner
- Musik: Helmut Rogl
- Wissenschaften:
  - Medizin: Leonhard Hohenauer
  - Naturwissenschaft: Erich Peter Klement

2002:
- Architektur: Fritz Matzinger
- Bildende Kunst: Manfred Hebenstreit
- Film: Florian Flicker
- Literatur: Erwin Einzinger
- Musik: Werner Steinmetz
- Wissenschaften:
  - Theologie: Günter Rombold
  - Geisteswissenschaft: Michael John

- Großer Landespreis für Initiative Kulturarbeit: Verein FIFTITU% - Vernetzungsstelle für Frauen* in Kunst und Kultur in OÖ.[24]

2003:
- Architektur: Romana Ring
- Bildende Kunst: Gerhard Knogler
- Film: Sabine Derflinger
- Literatur: Ludwig Laher
- Musik: Christoph Herndler
- Wissenschaften:
  - Naturwissenschaften: Josef Penninger
  - Sozial- und Wirtschaftswissenschaften: Friedrich Roithmayr

2004:
- Architektur: Herbert Schrattenecker
- Bildende Kunst: Hubert Scheibl
- Film: Sabine Bitter
- Literatur: Margit Schreiner
- Musik: Helmut Schmidinger
- Wissenschaften:
  - Rechtswissenschaft: Peter Jabornegg
  - Geisteswissenschaft: Sabine Coelsch-Foisner

- Kleiner Landespreis für Initiative Kulturarbeit: SPACEfemFM – Frauenradio[25]

2005:
- Architektur: Gerhard Fischill
- Bildende Kunst: Annerose Riedl
- Film: Götz Spielmann
- Literatur: Hans Eichhorn
- Musik: Klaus Hollinetz
- Wissenschaften:
  - Naturwissenschaft: Gerhard Zlabinger
  - Medizin: Florian Kronenberg
- Initiative Kulturarbeit: Kunst & Kultur Raab
- Landeskulturpreis für Kunst im interkulturellen Dialog: Medea

2006:
- Architektur: Arbeitsgemeinschaft Erich Lengauer/Peter Schneider
- Bildende Kunst: Siegfried Anzinger
- Fotografie: Herwig Kempinger
- Literatur: Christian Steinbacher
- Musik: Hannes Raffaseder
- Wissenschaften:
  - Geisteswissenschaft: Ferdinand Reisinger
  - Sozial- und Wirtschaftswissenschaft: Gustav Pomberger
- Initiative Kulturarbeit: Hemma Scheicher und Norbert Perchtold

2007:
- Bildende Kunst: Wolfgang Stifter
- Interdisziplinäre Kunstformen: Udo Wid
- Literatur: Eugenie Kain
- Landeskulturpreis für Kunst im interkulturellen Dialog: Doug Hammond
- Naturwissenschaft: Hannes Stockinger
- Großer Landespreis für Initiative Kulturarbeit: Kulturverein Waschaecht
- Kleiner Landespreis für Initiative Kulturarbeit: Verein Kult-Ex/Das Kollektiv

2008:
- Architektur: Gernot Hertl
- Film: Edith Stauber
- Musik: Till Alexander Körber
- Geisteswissenschaft: Siegfried Haider
- Initiative Kulturarbeit: Reinhard Adlmannseder, KiK, Kultur im Keller, Ried im Innkreis

2009:
- Bildende Kunst: Therese Eisenmann
- Interdisziplinäre Kunstformen: Edgar Honetschläger
- Literatur: Elisabeth Reichart und Robert Schindel
- Naturwissenschaften: Ingrid Pabinger-Fasching
- Großer Landeskulturpreis für Kunst im interkulturellen Dialog: Radio FRO
- Kleiner Landeskulturpreis für Kunst im interkulturellen Dialog: Verein Interkulturalität

2010:
- Architektur: Erhard Kargel
- Fotografie: Bernhard Fuchs
- Musik: Georg Nussbaumer
- Geisteswissenschaften: Sigrid Jalkotzy-Deger
- Großer Landespreis für Initiative Kulturarbeit: Medien Kultur Haus
- Kleiner Landespreis für Initiative Kulturarbeit: Freies Radio Salzkammergut, Freies Radio Freistadt[26]

2011:
- Bildende Kunst: Heinz Göbel
- Interdisziplinäre Kunstformen: Karl Heinz Klopf
- Literatur: Christoph Wilhelm Aigner
- Rechtswissenschaften: Martin Karollus
- Großer Landespreis für Initiative Kulturarbeit: Festival der Regionen
- Kleiner Landespreis für Initiative Kulturarbeit: Jugendkultur- und Medienverein junQ.at
- Großer Landeskulturpreis für Kunst im interkulturellen Dialog: Christian Thanhäuser
- Kleiner Landeskulturpreis für Kunst im interkulturellen Dialog: Daliborka Mijatovic vom Verein ibuk

2012:
- Architektur: Andreas Heidl
- Film: Kurt Palm
- Musik: Thomas Doss
- Wissenschaft: Gerald Tulzer[27]

2013:
- Bildende Kunst: Johann Jascha
- Interdisziplinäre Kunstformen: Andreas Strauss
- Literatur: Walter Kohl
- Sozial- und Wirtschaftswissenschaften: Rudolf Winter-Ebmer
- Großer Landeskulturpreis für Kunst im interkulturellen Dialog: Werner Puntigam
- Kleiner Landeskulturpreis für Kunst im interkulturellen Dialog: Verein ADA und Theater Phönix

2014:
- Musik: Gerald Resch[9]
- Fotografie: Andrea van der Straeten
- Architektur: Grabner/Konrad Architektinnen (Karin Grabner-Trummer, Christine Konrad)
- Naturwissenschaft:  Gero Miesenböck

2015:
- Bildende Kunst: Josef Linschinger
- Geisteswissenschaften: Herbert Zeman
- Interdisziplinäre Kunstformen: Sabine Bitter und Helmut Weber
- Literatur: Martin Pollack

2016:
- Architektur: Manuela und Wolf Großruck (Wolf Architektur, Grieskirchen)
- Film: Angela Maria Summereder (Wien)
- Musik: Ingo Ingensand (Linz)
- Rechtswissenschaften: Peter Oberndorfer (Linz)[11]

2017:
- Bildende Kunst: Otto Zitko
- Interdisziplinäre Kunstformen: Christa Sommerer
- Literatur: Evelyn Grill
- Medizin: Irene Lang[12]
- Großer Landespreis für Initiative Kulturarbeit: Offenes Kunst- und Kulturhaus Vöcklabruck

2018:
- Architektur: Karl und Bremhorst Architekten ZT GmbH (Andreas Bremhorst und Christoph Karl)
- Fotografie: Kurt Kaindl
- Musik: Christoph Cech
- Sozial- und Wirtschaftswissenschaften: Dorothea Greiling[13]

2019:
- Bildende Kunst: Auguste Kronheim
- Interdisziplinäre Kunstformen: Tatiana Lecomte
- Literatur: Sabine Scholl
- Kultur- und Geisteswissenschaften: Walter Schuster[14]

2020:
- Architektur: Herbert und Helmut Pointner
- Film: Sebastian Brameshuber
- Fotografie: Anton Kehrer
- Musik: Günther Rabl[15]

2021:
- Bildende Kunst: Michael Kienzer
- Interdisziplinäre Kunstformen: Prinzgau/Podgorschek (Brigitte und Wolfgang Podgorschek)
- Kultur- und Geisteswissenschaft: Elisabeth Nowak-Thaller
- Literatur: Andrea Winkler[16]

2022:
- Architektur und Baukunst: mia2 ARCHITEKTUR ZT GmbH (Gunar Wilhelm und Sandra Gnigler)[17][18]
- Film und Video: Siegfried Alexander Fruhauf
- Fotografie: Judith Huemer
- Musik: Johannes Berauer

2023:
- Großer Landespreis für Initiative Kulturarbeit: FIFTITU% – Vernetzungsstelle für Frauen in Kunst und Kultur
- Bildende Kunst: Nicole Six und Paul Petritsch
- Experimentelle und interdisziplinäre Formen künstlerischen Arbeitens: Kulturverein Time’s Up
- Kultur- und Geisteswissenschaft: Gabriella Hauch
- Literatur: Karin Peschka
- Kleiner Landespreis für Initiative Kulturarbeit: Medien Kultur Haus (Wels) und Kulturverein Frikulum (Weyer)[20]

2024:
- Architektur und Baukunst: X ARCHITEKTEN ZT GmbH[22]
- Film & Video: Susanne Jirkuff
- Fotografie: Paul Kranzler
- Musik: Michael Wahlmüller